# Kyrkheddinge
Kyrkheddinge är en tätort i Staffanstorps kommun och kyrkby i Kyrkheddinge socken, belägen väster om Höje å och öster om Staffanstorp. 

## Historia

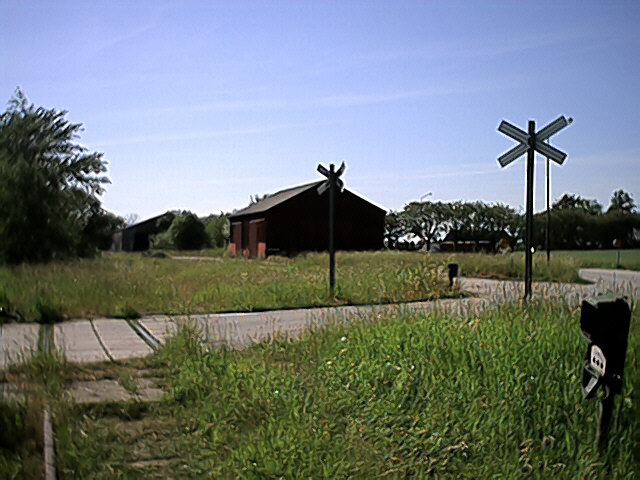
Godsmagasinet samt rester av spåren

Kyrkheddinge utvecklades ur en större by kallad Heddinge där Kornheddinge och Mossheddinge också ingick. 
När Malmö-Simrishamns järnväg öppnades fick Kyrkheddinge en station i norra delen av orten varpå det uppkom en del bebyggelse runt stationen. Järnvägen är numera nedlagd och spåren är mestadels upprivna. Järnvägsstationen hade en stationsbyggnad samt ett godsmagasin. Båda står numera öde.
På orten har GB Glace tidigare haft en glassfabrik, men den har lagts ner och är numera bara ett lager. Glassfabriken var ursprungligen ett mejeri. Runt 1950 koncentrerade Malmö nya mejeriförening sin produktion av glass till det tidigare mejeriet i Kyrkheddinge som lades under Malmö Glass AB (marknadsfört som GeGe-glass). År 1966 sålde Skånemejerier GeGe-glass och fabriken i Kyrkheddinge till Glace-Bolaget. År 1994 meddelades det att fabriken skulle läggas ner hösten 1995. Därefter har lokalen fungerat som glasslager.

### Befolkningsutveckling
| Befolkningsutvecklingen i Kyrkheddinge 1990–2020 | Befolkningsutvecklingen i Kyrkheddinge 1990–2020 | Befolkningsutvecklingen i Kyrkheddinge 1990–2020 | Befolkningsutvecklingen i Kyrkheddinge 1990–2020 | Befolkningsutvecklingen i Kyrkheddinge 1990–2020 |
| ------------------------------------------------ | ------------------------------------------------ | ------------------------------------------------ | ------------------------------------------------ | ------------------------------------------------ |
|                                                  |                                                  |                                                  |                                                  |                                                  |
| År                                               |                                                  |                                                  | Folkmängd                                        | Areal (ha)                                       |
| 1990                                             | 1990                                             |                                                  | 231                                              | 38                                               |
| 1995                                             | 1995                                             |                                                  | 241                                              | 38                                               |
| 2000                                             | 2000                                             |                                                  | 237                                              | 38                                               |
| 2005                                             | 2005                                             |                                                  | 251                                              | 38                                               |
| 2010                                             | 2010                                             |                                                  | 276                                              | 39                                               |
| 2015                                             | 2015                                             |                                                  | 259                                              | 51                                               |
| 2020                                             | 2020                                             |                                                  | 250                                              | 51                                               |
| Anm.: Ny tätort 1990                             |                                                  |                                                  |                                                  |                                                  |

## Samhället
I Kyrkheddinge finns gård som heter Hemvärnsgården och en kyrka, Kyrkheddinge kyrka, samt en skola, Kyrkheddinge skola.
Tätorten är ganska utspridd och består av en äldre del där skolan, glassfabriken och kyrkan finns, samt en nyare. Tidigare gick riksväg 11 igenom orten tills vägen drogs söder om byn 1998.

## Idrott
Kyrkheddinge IF började sin verksamhet i Kyrkheddinge 1934 och hade ett tag sina fotbollsplaner bakom glassfabriken, men år 1952 flyttade fotbollsklubben till Staffanstorp. När verksamheten ännu bedrevs i Kyrkheddinge innefattade Kyrkheddinge IF även friidrott men numera är man en renodlad fotbollsklubb. Kyrkheddinge IF har slagits i hop med Staffanstorp GIF och bildat Staffanstorp United.

## Personer från orten
Centerpartisten Kent Ivarsson oppositionsborgarråd i Lidingö kommun kommer från Kyrkheddinge.